# Гянджларбирлийи
«Гянджларбирлийи» (азерб. Gənclərbirliyi Futbol Klubu) — бывший азербайджанский футбольный клуб. Официальное название — Футбольный клуб «Гянджларбирлийи», что в переводе с азербайджанского на русский означает «молодёжный союз». Клуб был основан в 2003 году. Представлял город Сумгаит. С 2007 года клуб прекратил своё существование.
Домашние матчи команда проводила на центральном городском стадионе имени Мехти Гусейнзаде, вмещающем 16 000 зрителей.

## Главные тренеры
- Илие Карп (2006—2007)